# Вайлдроуз (Північна Дакота)
Вайлдроуз (англ. Wildrose) — місто (англ. city) в США, в окрузі Вільямс штату Північна Дакота. Населення — 115 осіб (2020).

## Географія
Вайлдроуз розташований за координатами 48°37′48″ пн. ш. 103°11′2″ зх. д. / 48.63000° пн. ш. 103.18389° зх. д. (48.629875, -103.183789).  За даними Бюро перепису населення США в 2010 році місто мало площу 0,74 км², уся площа — суходіл.

## Демографія
Згідно з переписом 2010 року, у місті мешкало 110 осіб у 63 домогосподарствах у складі 27 родин. Густота населення становила 148 осіб/км².  Було 91 помешкання (123/км²).
Расовий склад населення:
| - 96,4 % — білих - 2,7 % — корінних американців |

До двох чи більше рас належало 0,9 %. Частка іспаномовних становила 4,5 % від усіх жителів.
За віковим діапазоном населення розподілялося таким чином: 12,7 % — особи молодші 18 років, 64,6 % — особи у віці 18—64 років, 22,7 % — особи у віці 65 років та старші. Медіана віку мешканця становила 52,6 року. На 100 осіб жіночої статі у місті припадало 96,4 чоловіків;  на 100 жінок у віці від 18 років та старших — 95,9 чоловіків також старших 18 років.
Середній дохід на одне домашнє господарство  становив 95 433 долари США (медіана — 84 500), а середній дохід на одну сім'ю — 149 841 долар (медіана — 133 125). За межею бідності перебувало 11,5 % осіб, у тому числі 0,0 % дітей у віці до 18 років та 0,0 % осіб у віці 65 років та старших.
Цивільне працевлаштоване населення становило 35 осіб. Основні галузі зайнятості: сільське господарство, лісництво, риболовля — 37,1 %, будівництво — 22,9 %, освіта, охорона здоров'я та соціальна допомога — 20,0 %.